# Pholcipes bifurcochelis
Pholcipes bifurcochelis là một loài nhện trong họ Tetragnathidae. Chúng được miêu tả năm 1993 bởi Schmidt & Krause.